# Cedusa ulora
Cedusa ulora är en insektsart som beskrevs av Kramer 1986. Cedusa ulora ingår i släktet Cedusa och familjen Derbidae. Inga underarter finns listade i Catalogue of Life.